# Volley Offanengo 2022-2023
Questa voce raccoglie le informazioni riguardanti il Volley Offanengo nelle competizioni ufficiali della stagione 2022-2023.

## Stagione
Nella stagione 2022-23 il Volley Offanengo assume la denominazione sponsorizzata di Chromavis Eco Db Offanengo.
Partecipa per la prima volta al campionato di Serie A2 terminando il girone A della regular season al decimo posto in classifica. Disputa quindi la pool salvezza che chiude al quinto posto.

## Organigramma societario
Area direttiva
- Presidente: Cristiano Bressan
- Vicepresidente: Silvia Bressan
- Direttore Generale: Condina Stefano
- Team manager: Edoardo Dal Magro

Area tecnica
- Allenatore: Giorgio Bolzoni
- Allenatore in seconda: Fabio Collina
- Scout man: Francesca Pantiglioni

Area sanitaria
- Preparatore atletico: Tiziano Bonizzoni
- Fisioterapista: Andrea Piccolini

## Rosa
| N° | Nome               | Ruolo | Data di nascita   | Nazionalità sportiva |
| -- | ------------------ | ----- | ----------------- | -------------------- |
| 1  | Marina Cattaneo    | C     | 26 ottobre 1993   | Italia               |
| 2  | Giorgia Tommasini  | L     | 10 giugno 2006    | Italia               |
| 3  | Ilaria Anello      | S     | 5 aprile 2002     | Italia               |
| 4  | Martina Martinelli | O     | 27 luglio 1994    | Italia               |
| 5  | Letizia Anello     | C     | 5 aprile 2002     | Italia               |
| 6  | Virginia Marchesi  | O     | 22 dicembre 2001  | Italia               |
| 7  | Greta Pinali       | S     | 2 aprile 1997     | Italia               |
| 7  | Haylee Nelson      | S     | 7 luglio 2000     | Stati Uniti          |
| 8  | Anna Menegaldo     | C     | 22 giugno 2001    | Italia               |
| 11 | Francesca Trevisan | S     | 22 settembre 1995 | Italia               |
| 13 | Noemi Porzio       | L     | 8 luglio 1984     | Italia               |
| 14 | Giulia Galletti    | P     | 4 giugno 1999     | Italia               |
| 15 | Alessia Pomili     | C     | 21 ottobre 2000   | Italia               |
| 16 | Giulia Bartesaghi  | S     | 5 settembre 1998  | Italia               |
| 17 | Martina Casarotti  | P     | 20 marzo 2003     | Italia               |

## Mercato
| Acquisti | Acquisti           | Acquisti          | Acquisti      |
| R.       | Nome               | da                | Modalità      |
| -------- | ------------------ | ----------------- | ------------- |
| S        | Ilaria Anello      | Gorle             | definitivo    |
| S        | Giulia Bartesaghi  | Millenium Brescia | definitivo    |
| P        | Martina Casarotti  | Aragona           | definitivo    |
| O        | Virginia Marchesi  | New Ripalta       | fine prestito |
| C        | Anna Menegaldo     | Spes Conegliano   | definitivo    |
| S        | Haylee Nelson      | San José State    | definitivo    |
| C        | Alessia Pomili     | Soverato          | definitivo    |
| S        | Francesca Trevisan | Mondovì           | definitivo    |

| Cessioni | Cessioni               | Cessioni       | Cessioni   |
| R.       | Nome                   | a              | Modalità   |
| -------- | ---------------------- | -------------- | ---------- |
| S        | Martina Bortolamedi    | Spakka         | definitivo |
| S        | Margherita Cicchitelli | Monte Urano    | definitivo |
| S        | Martina Fedrigo        | ?              | ?          |
| P        | Sofia Iani             | Valdarninsieme | definitivo |
| O        | Matilde Maggioni       | ?              | ?          |
| S        | Greta Pinali           | Club Cesena    | definitivo |
| C        | Alyssa Provana         | ?              | ?          |

## Risultati

### Serie A2

#### Girone di andata
| 1ª Giornata - 22 ottobre 2022 PalaRadi, Cremona                     | Esperia           | 3 - 0 | Offanengo      | 25-23, 25-17, 25-22               |
| 2ª Giornata - 30 ottobre 2022 PalaCoim, Offanengo                   | Offanengo         | 1 - 3 | Hermaea        | 26-28, 25-21, 19-25, 23-25        |
| 3ª Giornata - 6 novembre 2022 PalaCoim, Offanengo                   | Offanengo         | 3 - 1 | Montale        | 25-16, 25-22, 12-25, 25-21        |
| 4ª Giornata - 9 novembre 2022 PalaFrancescucci, Casnate con Bernate | Alba              | 0 - 3 | Offanengo      | 19-25, 23-25, 17-25               |
| 5ª Giornata - 13 novembre 2022 PalaCoim, Offanengo                  | Offanengo         | 1 - 3 | Futura Giovani | 23-25, 20-25, 25-19, 21-25        |
| 6ª Giornata - 20 novembre 2022 PalaGeorge, Montichiari              | Millenium Brescia | 3 - 1 | Offanengo      | 25-19, 25-16, 22-25, 25-15        |
| 7ª Giornata - 23 novembre 2022 PalaCoim, Offanengo                  | Offanengo         | 0 - 3 | Trentino       | 14-25, 21-25, 22-25               |
| 8ª Giornata - 26 novembre 2022 Centro Pavesi, Milano                | Club Italia       | 3 - 1 | Offanengo      | 25-21, 27-29, 25-16, 25-22        |
| 9ª Giornata - 4 dicembre 2022 PalaCoim, Offanengo                   | Offanengo         | 3 - 2 | Lecco Picco    | 27-25, 24-26, 25-27, 25-23, 15-7  |
| 10ª Giornata - 11 dicembre 2022 PalaCoim, Offanengo                 | Offanengo         | 2 - 3 | Idea Sassuolo  | 25-12, 25-17, 23-25, 18-25, 11-15 |
| 11ª Giornata - 18 dicembre 2022 PalaManera, Mondovì                 | Mondovì           | 0 - 3 | Offanengo      | 23-25, 24-26, 18-25               |

#### Girone di ritorno
| 12ª Giornata - 26 dicembre 2022 PalaCoim, Offanengo                        | Offanengo      | 3 - 2 | Esperia           | 25-19, 24-26, 25-20, 21-25, 19-17 |
| 13ª Giornata - 8 gennaio 2023 Geopalace, Olbia                             | Hermaea        | 3 - 0 | Offanengo         | 25-22, 25-14, 25-15               |
| 14ª Giornata - 15 gennaio 2023 Palestra Vezio Magagni, Castelnuovo Rangone | Montale        | 3 - 2 | Offanengo         | 25-17, 24-26, 15-25, 25-18, 16-14 |
| 15ª Giornata - 18 gennaio 2023 PalaCoim, Offanengo                         | Offanengo      | 1 - 3 | Alba              | 25-11, 23-25, 22-25, 17-25        |
| 16ª Giornata - 22 gennaio 2023 PalaBorsani, Castellanza                    | Futura Giovani | 3 - 0 | Offanengo         | 25-15, 25-20, 25-21               |
| 17ª Giornata - 5 febbraio 2023 PalaCoim, Offanengo                         | Offanengo      | 1 - 3 | Millenium Brescia | 20-25, 25-23, 17-25, 22-25        |
| 18ª Giornata - 8 febbraio 2023 PalaSanbapolis, Trento                      | Trentino       | 3 - 0 | Offanengo         | 25-18, 28-26, 25-18               |
| 19ª Giornata - 12 febbraio 2023 PalaCoim, Offanengo                        | Offanengo      | 3 - 0 | Club Italia       | 25-22, 25-20, 25-18               |
| 20ª Giornata - 19 febbraio 2023 PalaBione, Lecco                           | Lecco Picco    | 0 - 3 | Offanengo         | 22-25, 20-25, 17-25               |
| 21ª Giornata - 26 febbraio 2023 PalaPaganelli, Sassuolo                    | Idea Sassuolo  | 3 - 0 | Offanengo         | 25-23, 25-20, 25-17               |
| 22ª Giornata - 5 marzo 2023 PalaCoim, Offanengo                            | Offanengo      | 0 - 3 | Mondovì           | 13-25, 16-25, 18-25               |

#### Pool salvezza
| 1ª Giornata - 12 marzo 2023 PalaPellini, Perugia                     | Perugia   | 0 - 3 | Offanengo | 21-25, 22-25, 17-25               |
| 2ª Giornata - 18 marzo 2023 PalaCoim, Offanengo                      | Offanengo | 3 - 0 | Marsala   | 25-17, 25-18, 25-19               |
| 4ª Giornata - 26 marzo 2023 PalaCoim, Offanengo                      | Offanengo | 3 - 0 | Vicenza   | 25-22, 25-23, 25-18               |
| 5ª Giornata - 2 aprile 2023 Palestra UniMe, Messina                  | Sant'Anna | 3 - 1 | Offanengo | 20-25, 25-16, 25-22, 25-23        |
| 6ª Giornata - 9 aprile 2023 PalaCoim, Offanengo                      | Offanengo | 3 - 0 | Assitec   | 25-18, 25-21, 25-21               |
| 7ª Giornata - 16 aprile 2023 PalaCoim, Offanengo                     | Offanengo | 2 - 3 | Perugia   | 18-25, 25-19, 25-11, 16-25, 13-15 |
| 8ª Giornata - 20 aprile 2023 Palazzetto dello Sport, Marsala         | Marsala   | 3 - 1 | Offanengo | 25-20, 25-20, 18-25, 25-18        |
| 10ª Giornata - 30 aprile 2023 Palasport Città di Vicenza, Vicenza    | Vicenza   | 2 - 3 | Offanengo | 18-25, 25-15, 25-18, 19-25, 9-15  |
| 11ª Giornata - 7 maggio 2023 PalaCoim, Offanengo                     | Offanengo | 1 - 3 | Sant'Anna | 31-29, 19-25, 22-25, 8-25         |
| 12ª Giornata - 14 maggio 2023 PalaIaquaniello, Sant'Elia Fiumerapido | Assitec   | 3 - 2 | Offanengo | 18-25, 22-25, 25-21, 25-19, 15-13 |

## Statistiche

### Statistiche di squadra
| Competizione | Punti | In casa | In casa | In casa | In trasferta | In trasferta | In trasferta | Totale | Totale | Totale |
| Competizione | Punti | G       | V       | P       | G            | V            | P            | G      | V      | P      |
| ------------ | ----- | ------- | ------- | ------- | ------------ | ------------ | ------------ | ------ | ------ | ------ |
| Serie A2     | 37    | 16      | 7       | 9       | 16           | 5            | 11           | 32     | 12     | 20     |
| Totale       | -     | 16      | 7       | 9       | 16           | 5            | 11           | 32     | 12     | 20     |

G = partite giocate; V = partite vinte; P = partite perse 

### Statistiche dei giocatori
| Giocatore     | Serie A2 | Serie A2 | Serie A2 | Serie A2 | Serie A2 | Totale | Totale | Totale | Totale | Totale |
| Giocatore     | P        | PT       | AV       | MV       | BV       | P      | PT     | AV     | MV     | BV     |
| ------------- | -------- | -------- | -------- | -------- | -------- | ------ | ------ | ------ | ------ | ------ |
| I. Anello     | 12       | 16       | 14       | 1        | 1        | 12     | 16     | 14     | 1      | 1      |
| L. Anello     | 29       | 290      | 231      | 47       | 12       | 29     | 290    | 231    | 47     | 12     |
| G. Bartesaghi | 30       | 239      | 192      | 33       | 14       | 30     | 239    | 192    | 33     | 14     |
| M. Casarotti  | 25       | 12       | 6        | 2        | 4        | 25     | 12     | 6      | 2      | 4      |
| M. Cattaneo   | 30       | 174      | 122      | 38       | 14       | 30     | 174    | 122    | 38     | 14     |
| G. Galletti   | 32       | 83       | 40       | 24       | 19       | 32     | 83     | 40     | 24     | 19     |
| V. Marchesi   | 11       | 0        | 0        | 0        | 0        | 11     | 0      | 0      | 0      | 0      |
| M. Martinelli | 28       | 447      | 398      | 30       | 19       | 28     | 447    | 398    | 30     | 19     |
| A. Menegaldo  | 15       | 30       | 27       | 1        | 2        | 15     | 30     | 27     | 1      | 2      |
| H. Nelson     | 15       | 132      | 118      | 6        | 8        | 15     | 132    | 118    | 6      | 8      |
| G. Pinali     | 11       | 34       | 31       | 2        | 1        | 11     | 34     | 31     | 2      | 1      |
| A. Pomili     | 14       | 42       | 32       | 6        | 4        | 14     | 42     | 32     | 6      | 4      |
| N. Porzio     | 30       | 0        | 0        | 0        | 0        | 30     | 0      | 0      | 0      | 0      |
| G. Tommasini  | 2        | 0        | 0        | 0        | 0        | 2      | 0      | 0      | 0      | 0      |
| F. Trevisan   | 32       | 391      | 338      | 23       | 30       | 32     | 391    | 338    | 23     | 30     |

P = presenze; PT = punti totali; AV = attacchi vincenti; MV = muri vincenti; BV = battute vincenti